# Evergrande
Evergrande o Evergrande Group és la segona companyia immobiliària més gran de la Xina per vendes. Té la seu central a la província de Guangdong, al sud de la Xina, i ven apartaments principalment a residents de renda mitjana i alta. El hòlding del grup està constituït a les Illes Caiman. La seva seu central es troba al centre financer Houhai Excellent, districte de Nanshan, Shenzhen.
L'agost de 2021, es va enfrontar a un nombre rècord de demandes interposades pels contractistes als tribunals xinesos a mesura que augmentava la pressió sobre la direcció de la companyia per reduir els seus passius de 260.000 milions d'euros. A mitjan setembre de 2021, es va informar que l'empresa corria el risc de no emetre pagaments d'interessos pels préstecs pendents, i es va estimar que al voltant d’1.500.000 clients podrien perdre els dipòsits fets a cases d'Evergrande que encara no s'havien construït.
El setembre de 2021, Evergrande va començar a experimentar una crisi d'impagament; diversos analistes han afirmat que l'empresa corre el risc de quedar-se sense diners i ser incapaç de pagar tots els seus deutes, que el juny de 2021 es va informar que ascendien a 310.000 milions de dòlars.

## Història
Anteriorment anomenat Grup Hengda, Evergrande va ser fundada per Xu Jiayin a Guangzhou, al sud de la Xina, el 1996. El 2009, la companyia va recaptar 722 milions de dòlars en una primera oferta pública a la Borsa de Hong Kong.
El 2010, va comprar el club de futbol Guangzhou FC i amb Marcello Lippi va guanyar la Lliga de Campions de l'AFC 2013. El grup té una marca d'aigua mineral anomenada Evergrande Spring (恒大冰泉) i una escola de reforç de futbol. Ha realitzat incursions en altres negocis alternatius al mercat immobiliari com panells fotovoltaics, ramaderia porcina, agroindústria i llet maternitzada.
El 2017, les accions, beneficis i ingressos d’Evergrande van augmentar gairebé tres o quatre vegades el seu valor, cosa que va fer que el fundador Xu Jiayin fos un dels homes més rics de la Xina i una de les persones més riques d’Àsia. El 2018, es va convertir en l'empresa immobiliària més valuosa del món. El 2021, era el 122è grup més gran del món per ingressos, segons la llista Fortune Global 500. El 2020, Evergrande va generar uns ingressos d’uns 507.000 milions de iuans.

## Operacions
La companyia ha desenvolupat projectes a més de 170 ciutats de la Xina. És un dels deu principals promotors immobiliaris de la Xina continental i un dels cinc promotors immobiliaris més importants de la província de Guangdong.
El 2016, el fundador i president de la companyia, Xu Jiayin, era la vuitena persona més rica de la Xina, per valor de 4.900 milions de dòlars. El juny de 2019, el seu patrimoni net era de 30.400 milions de dòlars, cosa que el convertia en la tercera persona més rica de la Xina.

## Problemes financers
El setembre de 2021, Evergrande va començar a experimentar una crisi d'impagament; diversos analistes han afirmat que l'empresa corre el risc de quedar-se sense diners i ser incapaç de pagar tots els seus deutes, que el juny de 2021 es va informar que ascendien a 310.000 milions de dòlars. Ja el 20 de setembre de 2021, les accions d'Evergrande van caure un 19% a Hong Kong, mínim d'onze anys, i van recuperar parcialment el 10,2% al tancament.